# トリス(4-メトキシフェニル)ホスフィン
トリス(4-メトキシフェニル)ホスフィン（英語: tris(4-methoxyphenyl)phosphine）は、化学式が (CH3OC6H4)3P で表される有機リン化合物である。いくつかの異性体が知られているが、4位にメトキシ基を持つ対称誘導体がもっとも研究されている。有機金属化学や均一系触媒反応の配位子として用いられる  。

## 関連する配位子
- トリフェニルホスフィン
- ジフェニル(2-メトキシフェニル)ホスフィン